# برج البنك السعودي للاستثمار
برج البنك السعودي للاستثمار المعروف أيضا باسم برج الفلك هو ناطحة سحاب شاهقة يقع في مدينة الخبر بالمملكة العربية السعودية. يقع على شارع الملك عبد العزيز في الحي التجاري في الخبر. يعتبر ثاني أطول مبنى في الخبر بعد برج الحقيط. يبلغ ارتفاعه حوالي 88 مترا (289 قدم) ويحتوي على 18 طابقا بما في ذلك الأقبية. أنشأ في عام 1998 وبلغت التكلفة الإجمالية للمشروع 75 مليون دولار أمريكي. بما أنه لا يوجد ناطحة سحاب بالقرب منه فإنه يخلق أفق ظل في المساء.